# Instituto Central de Investigações Nucleares

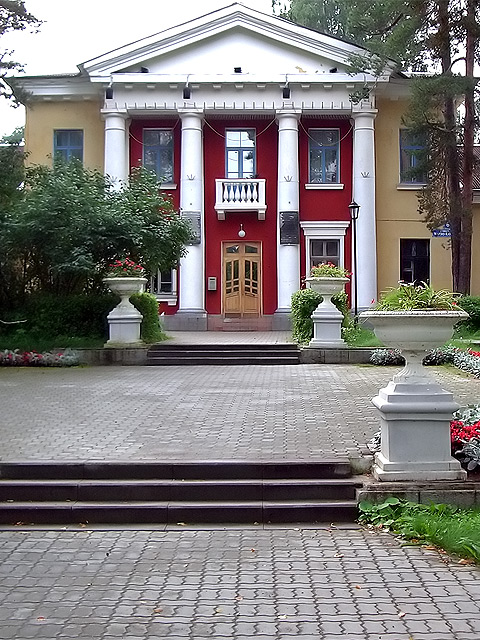
Sede do Instituto em Dubna.

O Instituto Central de Investigações Nucleares  ( em russo:  Объединённый институт ядерных исследований, ОИЯИ; em inglês:  Joint Institute for Nuclear Research, JINR), em Dubna, Oblast de Moscou (110 km ao norte de capital russa), é um instituto internacional de pesquisa nuclear da Rússia, com 5 500 funcionários, incluindo 1 200 pesquisadores, sendo 1 000 destes PhDs oriundos de 18 nações (dentre elas Armênia, Azerbaijão, Bielorrússia e Cazaquistão), com a maioria sendo originária da Federação Russa.
O Instituto possui sete laboratórios, cada um com sua especialidade: física teórica, física de partículas, física de íons pesados, de matéria condensada, reações nucleares, física de nêutrons e tecnologia da informação. O instituto também possui uma divisão para o estudo da radiação e para a pesquisa da biologia das radiações e outros experimentos ad hoc em física.
Os principais instrumentos de pesquisa incluem um acelerador de partículas supercondutivo nuclotron (energia de partículas: 7 GeV), três ciclotrons isocrônicos (120, 145, 650 MeV), um fasotron (680 MeV) e um sincrofasotron (4 GeV). Também inclui um reator nuclear neutrônico de fluxo rápido (1 500 MW) com 19 instrumentos associados recebendo feixes de nêutrons.

## Fundação

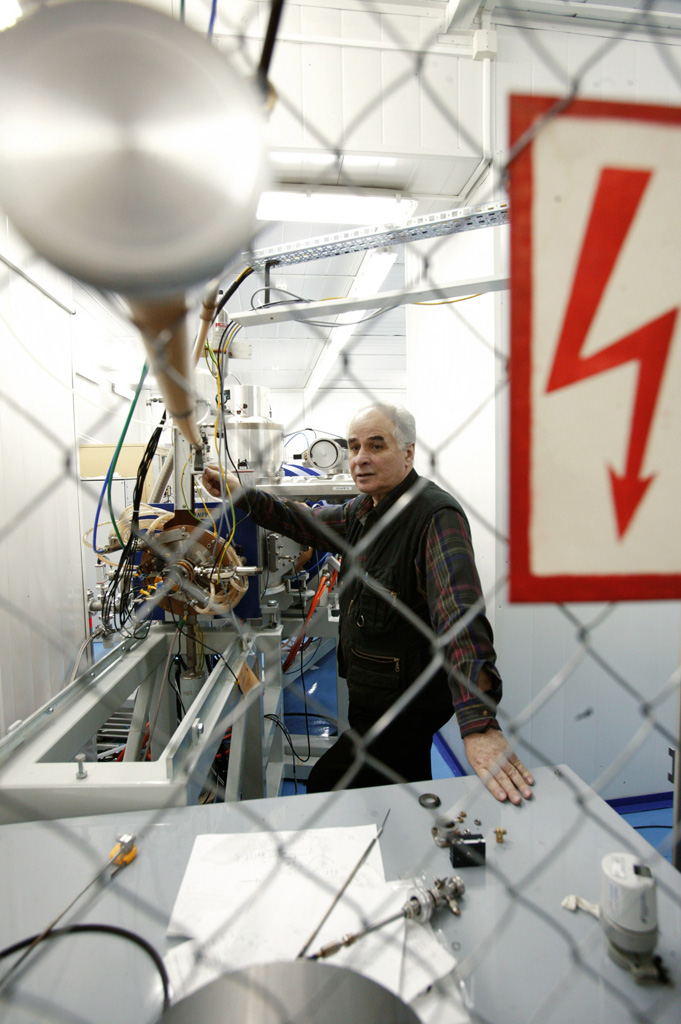
Eduard Kozulin, chefe do laboratório do Instituto Unido de Pesquisas Nucleares, verificando a prontitude do experimento do analisador supersensitivo de massa de átomos pesados.

O acordo para o estabelecimento do Instituto foi assinado em 26 de março de 1956 em Moscou, tendo Wang Ganchang e Vladimir Veksler entre os fundadores. O instituto foi estabelecido tendo por base dois institutos de pesquisa da Academia Soviética de Ciências: o Instituto de Problemas Nucleares e o Laboratório de Eletrofísica. Embora o primeiro instrumento de pesquisa tivesse sido construído em Dubna em 1947, não foi até a criação do CERN em 1954 que um instituto equivalente foi estabelecido.

## Estrutura
O Instituto Central de Investigação Central possui um Centro Universitário e oito laboratórios: Laboratório Boguliobov de Física Teórica, Laboratório Veksler e Baldin de Física de Alta Energia, Laboratório de Física de Partículas, Laboratório Djelepov de Problemas Nucleares, Laboratório Flyorov, Laboratório Frank de Física Neutrônica, Laboratório de Tecnologia da Informação e Laboratório de Biologia das Radiações.

## Descobertas
Ao longo de sua história, o instituto participou das seguintes descobertas.
- 1959 – transições não radioativas nos mesoátomos
- 1960 – híperon antissigma-menos
- 1966 – elemento 102 (nobélio);
- 1972 – regeneração pós-radioativa de células;
- 1973 – regra de contagem de quarks;
- 1975 – fenômeno do confinamento lento neutrônico;
- 1988 – regularidade da formação ressonante da moléculas muônicas no deutério;
- 1999-2005 – elementos 113 (unúntrio), 114 (fleróvio), 115 (ununpêntio), 116 (livermório) e 118 (ununóctio);
- 2006 – identificação química do elemento 112 (copernício);
- 2010 – síntese bem-sucedida do elemento 117 (ununséptio).[2]

## Prêmio
Em 1961 o Instituto Central de Investigações Nucleares foi instituído. Um grupo de físicos nucleares chefiado por Wang Ganchang, vice-diretor de 1958 a 1960 e o professor soviético Vladimir Veksler recebeu o primeiro prêmio pela descoberta da partícula híperon antissigma-menos. O experimento realizado pelo grupo liderado pelo professor Wang Ganchang, analisou mais de 40 000 fotografias que registraram milhares de interações nucleares acontecidas na câmara de bolhas de propano, produzida pelo sincrofasotron de 10 GeV usado para bombardear um determinado alvo, formando mésons de alta energia, vindo a descobrir as partículas híperon antissigma-menos em 9 de março de 1959:
{\displaystyle \pi ^{-}+C\to {\bar {\Sigma }}^{-}+K^{0}+{\bar {K}}^{0}+K^{-}+p^{+}+\pi ^{+}+\pi ^{-}+{\hbox{nucleus recoil}}}
A descoberta dessa antipartícula instável, que decai em (1.18±0.07)·10−10 s em um antinêutron e um píon negativo foi anunciada em setembro daquele ano:
{\displaystyle {\bar {\Sigma }}^{-}\to {\bar {n}}^{0}+\pi ^{-}}
À época, não se duvidava que essa partícula fosse elementar, mas alguns anos mais tarde, esse híperon, o próton, o nêutron, o píon e outros hádrons perderam seu status de partículas elementares com a descoberta de que todos esses eram também partículas complexas, consistindo de quarks e antiquarks.

## Ligações Externas
- Página do Instituto (em inglês)
- Página do Laboratório Frank de Física de Nêutrons (em russo)